# Montevecchio

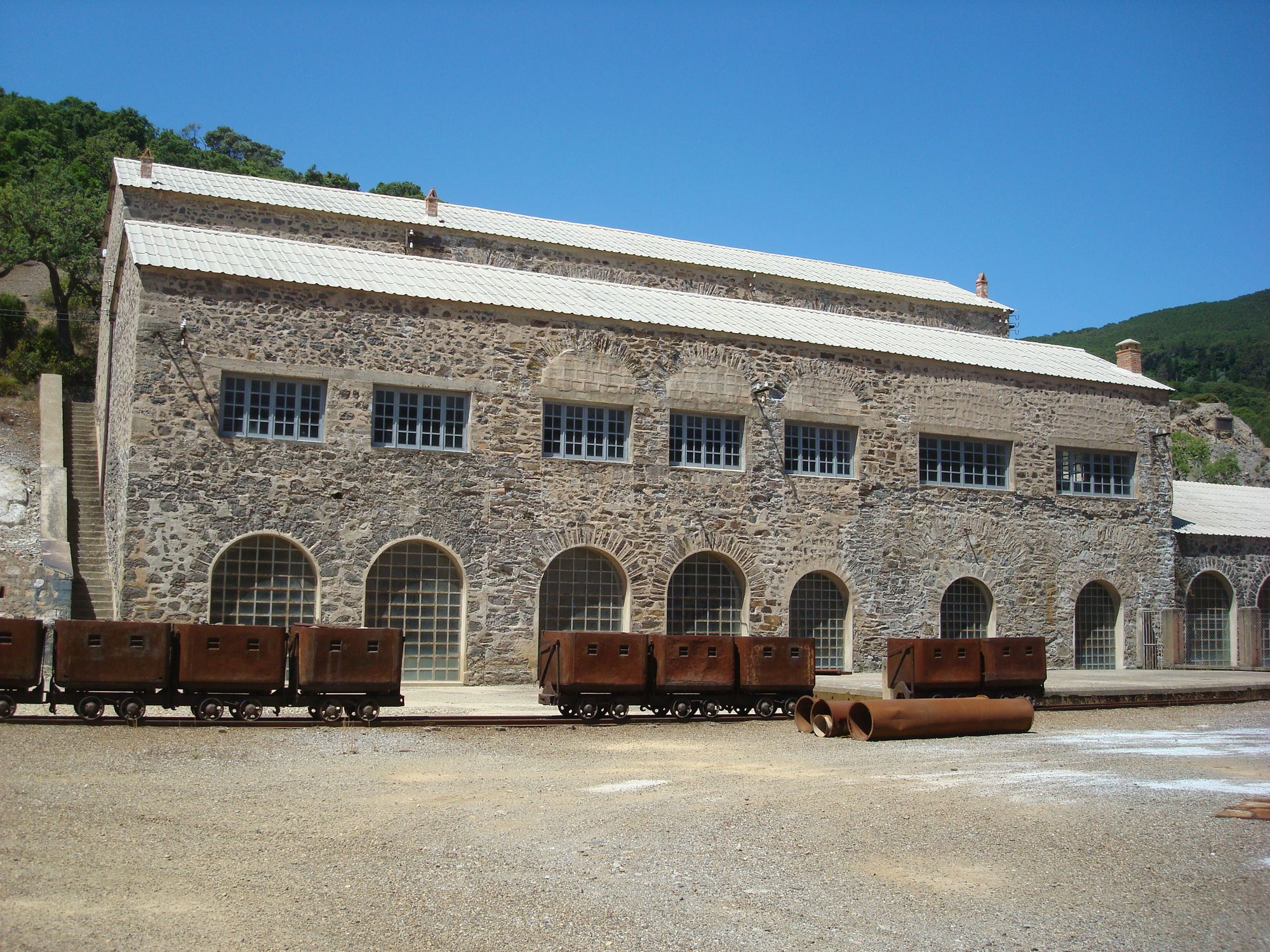
Cantiere Piccalinna

Montevecchio es un pueblo situado al suroeste de la isla de Cerdeña (Italia), entre los pueblos de Guspini y Arbus, a 352 metros sobre el nivel del mar, rodeado de un bosque de robles, encinas, alcornoques, enebros y madroños.

## Geografía
El depósito de minerales de Montevecchio-Ingurtosu-Gennamari se inserta en un entorno sugerente que incluye asentamientos, edificios y viviendas pertenecientes a las zonas de Levante, Ponente y Gennas o Montevecchio, donde se encuentra el pueblo. Caminando por las humildes viviendas del pueblo, se puede hacer un viaje a la minería de Montevecchio. En las horas del crepúsculo y con las primeras luces del amanecer no es raro encontrarse con ciervos de Cerdeña (que aquí tienen su hábitat natural), muy apreciado especialmente por los niños.
Los senderos antiguos de los mineros son transitables a pie o en bicicleta de montaña, ofreciendo oportunidades de excursión agradables. El visitante puede descubrir el territorio circundante gracias a cuatro senderos históricos y naturales: Sant'Antonio, Officine, Piccalinna y Palazzina della Direzione. Cerca de Palazzina della Direzione, que anteriormente fue utilizada para alojar la dirección de las minerías - construida en tres plantas en estilo neo-renacentista -, se encuentra con la iglesia de Santa Bárbara, la patrona de los mineros.
En Cantieri di Levante hay: la mina de Piccalinna con el pozo de San Giovanni, la mina de Mezzena con el pozo Sartori bien y la laveria Principe Tommaso, la mina de Sant’Antonio y el patio de Sciria. Continuando en Cantieri di Ponente hay: la mina Sanna, las minas de Telle con el pozo Amsicora y la mina Casargiu con el pozo Fais. Por último, en Cantieri di Ingurtosu hay: las minas de Ingurtosu, Gennamari, S'Acqua Bona y Perda S'Oliu.

## Historia de la Minería de Montevecchio
Giovanni Antonio Pischedda, un cura empresario nativo de Tempio, interesado en el comercio, siguió a su padre a Guspini para ocuparse de vender corcho y tejidos y, gracias a los ancianos locales, sabía la riqueza de hebras de minería de Montevecchio. En octubre de 1842 su fuerte interés y determinación lo llevaron a obtener un permiso para la investigación y la excavación de 25 toneladas de la galena, en la minería de Montevecchio. Dos años más tarde, Pischedda fue a Marsella en busca de recursos de capital adecuada para hacer la empresa. Allí, por suerte, conoció cuatro socios, entre ellos Giovanni Antonio Sanna, un joven de Cerdeña que pronto se convirtió en el fundador de la minería de Montevecchio: era el verdadero negocio del siglo.
El 28 de abril de 1848, el rey Carlos Alberto firmó el acto de concesión perpetua para la explotación minera. La minería cerró definitivamente sus actividades mineras en 1991 después una última ocupación de mineros de los sitios de la minería (durante 27 días) que, en el Pozo Amsicora, reclamaron incluso un desarrollo alternativo.

## Eventos anuales

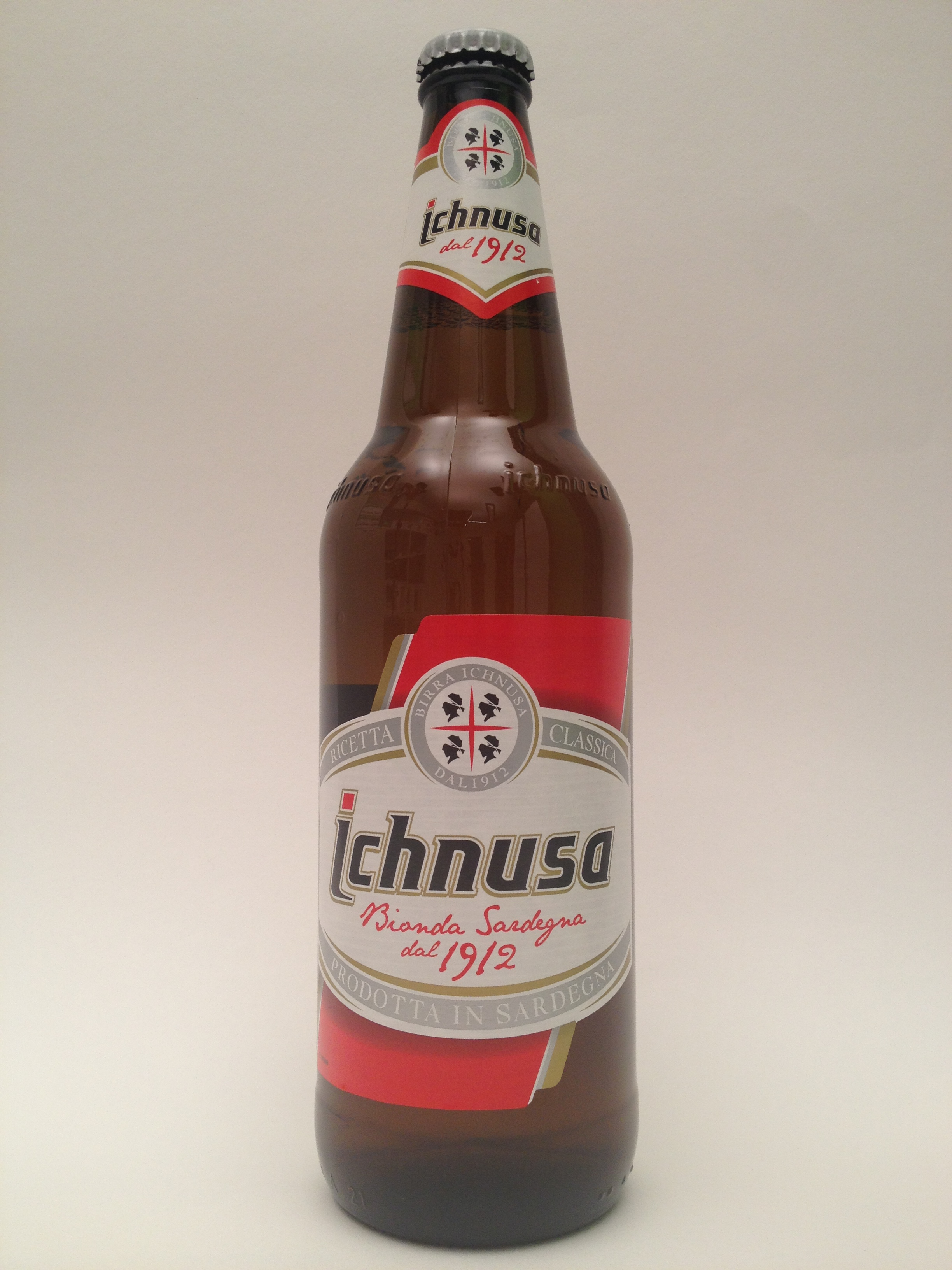
Ichnusa.

Entre los eventos anuales más interesantes que tienen como objetivo llamar la atención sobre la más grande y rica realidad minera italiana, Montevecchio, incluyen:
- La feria del cuchillo, conocida como arresojas.
- La feria de la cerveza cruda, conocida como birras.
- El festival de la Miel.

- Datos: Q2004039
- Multimedia: Montevecchio / Q2004039